# Лиска жовтодзьоба
Лиска жовтодзьоба (Fulica armillata) — вид журавлеподібних птахів родини пастушкових (Rallidae). Поширений в Південній Америці.

## Поширення
Птах трапляється в Аргентині, Чилі, Уругваї, на півдні Бразилії і Парагваю. Це, по суті, низькогірний птах, який, однак, часто трапляється на посушливих плато центральної Патагонії до 1200 м, в озерах Анд до 1000 м і може підніматися до 2500 м над рівнем моря, у виняткових випадках навіть до 4000 м.
Населяє водно-болотні угіддя. Живе в багатих рослинністю заболочених місцях у водах, що оточують береги, з зоною відкритої води в центрі: болота, прісноводні ставки та озера, тихі струмки. Рідше трапляється в солонуватих водах. Взимку птаха можна зустріти великими групами на узбережжі, в затишних бухтах.

## Опис
Загальна довжина виду становить 55 см, і він більший за Fulica leucoptera. Забарвлення голови і шиї чорнувате, решта тіла також світліше, переважно в черевній частині. Згин крил і зовнішній край первинних білі. Дзьоб і щиток жовтого кольору, але є червона пляма, яка відділяє дзьоб від щитка.

## Спосіб життя
Птах є хорошим плавцем і пірнальником. Харчується водною рослинністю. Живе невеликими групами. У разі небезпеки птахи ховаються в рослинності.
Гніздиться на берегах лагун і озер, серед рослинності. Будує велике гніздо з очерету, відкладає від 4 до 7 світло-коричневих яєць, всіяних червонуватими, чорнуватими плямами.